# 1900年11月22日日食
1900年11月22日日食为一次在协调世界时1900年11月22日出現的日環食。該次日食食分為0.9421，食甚維持6分42秒。

## 概述
這次日食的食分是0.9421，環食維持6分42秒。

## 基本參數
- 類型：日環食
- 食甚資料：
  - 日期：1900年11月22日
  - 時間：7時19分43秒
  - 地點：33S 65E
  - 食分：0.9421
  - 日環食持續時間：6分42秒

## 外部連結
- NASA日食專頁（页面存档备份，存于）（英文）